# Plymouth Belvedere
Plymouth Belvedere ist der Name einer PKW-Baureihe, den der US-amerikanische Chrysler-Konzern unter der Marke Plymouth von 1951 bis 1970 angeboten hat.

## Cranbrook Belvedere
Der Plymouth Cranbrook Belvedere wurde am 31. März 1951 als erstes Hardtop-Coupé Plymouths vorgestellt. Er war als Antwort auf Chevrolets im Vorjahr eingeführten Bel Air gedacht. Zu dieser Zeit war der Belvedere noch keine eigene Modellreihe, sondern das Spitzenmodell der Cranbrook-Modellreihe. Mit diesem teilte er sich das Fahrgestell mit 3010 mm Radstand, seine Besonderheit war die vom Chevrolet Bel Air inspirierte Dachkonstruktion ohne B-Säule. Die Preise im ersten Jahr begannen bei USD 2114.
Im Modelljahr 1952 wurde der Cranbrook Belvedere im Großen und Ganzen ohne Veränderung weitergebaut. Neu war die optionale Zweifarblackierung des Daches und des Kofferraumdeckels, die das Spitzenmodell Belvedere von den anderen Plymouth-Modellen unterschied. Diese als „Sattellackierung“ bekannt gewordene Farbgebung war in den Farbkombinationen Wildleder / Bronze, Minzgrün / Schwarz oder Blau / Grau verfügbar. Antrieb war wie zuvor der bekannte seitengesteuerte Sechszylinder-Reihenmotor mit 3569 cm³ Hubraum, einem moderaten Verdichtungsverhältnis von 7,0 : 1 und einer Leistung von 97 bhp (72 kW). Overdrive war als Sonderausstattung erhältlich, was dafür sorgte, dass auf eine Hinterradumdrehung drei anstatt vier Kurbelwellenumdrehungen kamen. Der Grundpreis allerdings stieg um USD 100 auf USD 2216. 1951 und 1952 wurden 51.266 Belvedere hergestellt, womit der Plymouth etwas mehr als ein Viertel der Produktionszahlen des Chevrolet Bel Air und des Ford Crestline Victoria erreichte.

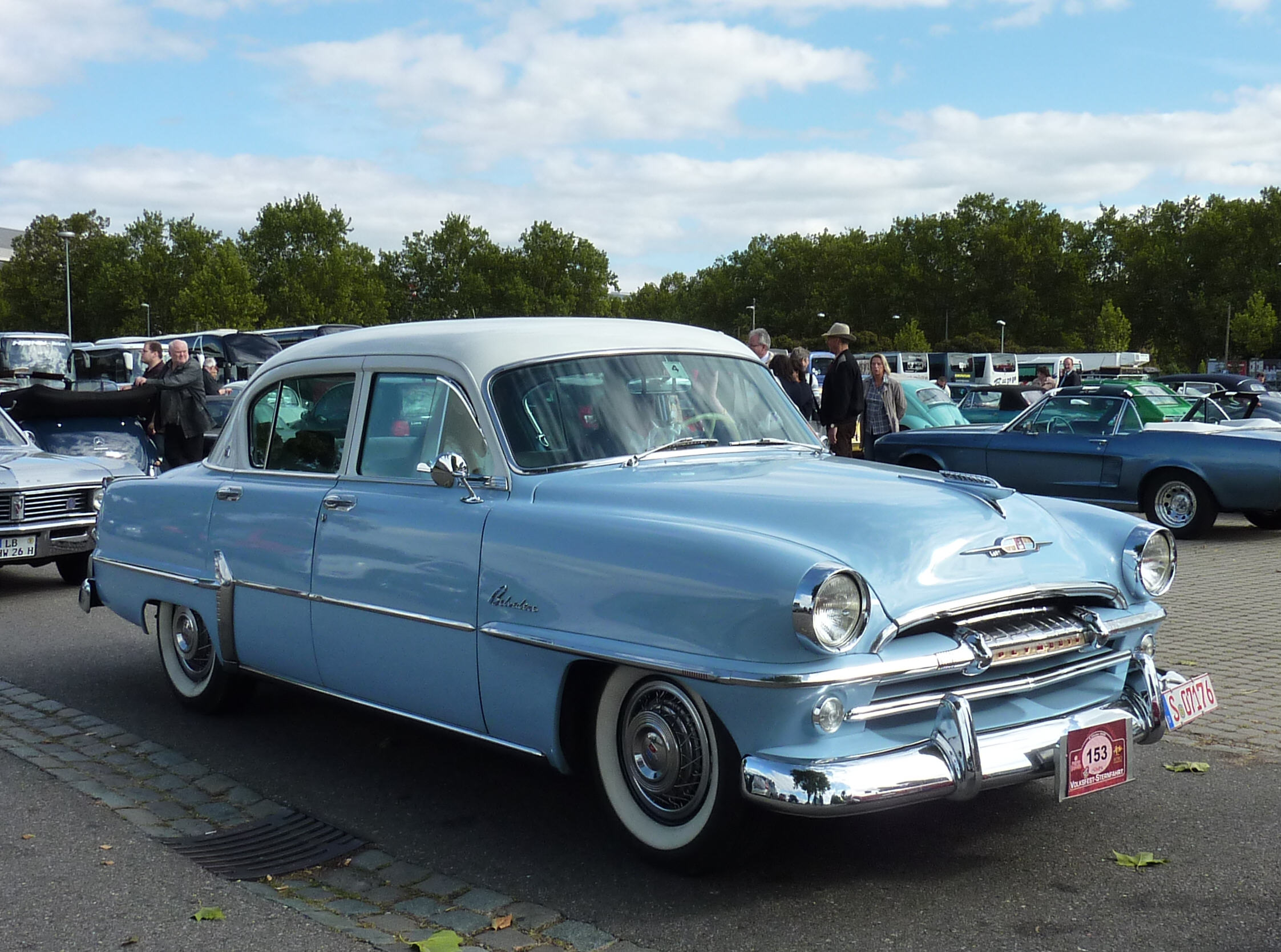
Der 1954er Belvedere war eine Überarbeitung des Jahrgangs 1953

Auch 1953 wurde der Belvedere weiterhin zur Cranbrook-Modellreihe gezählt. In diesem Jahr wurde das Design aller Plymouth-Modelle vollkommen verändert. So hatten die Wagen einen kürzeren Radstand von 2896 mm, eine einteilige Frontscheibe, weicher geformte hintere Kotflügel und eine niedrigere Motorhaube. Durch eine auf 7,1 : 1 gesteigerte Verdichtung leistete der Motor 100 bhp (75 kW). Im April 1953 wurde das halbautomatische Plymouth-Hy-Drive-Getriebe eingeführt, als Überbrückungsmaßnahme bis ein vollwertiges Automatikgetriebe angeboten werden konnte.
Dies half aber nicht, Plymouths schwerfälliges Image abzulegen. Die Konkurrenz galt als optisch und technisch überlegen, schließlich waren Chevrolets Powerglide-Vollautomatik bereits seit 1950 und Fords Ford-O-Matic seit 1951 erhältlich. Der kürzere Radstand sorgte für ein „stummeliges“ Aussehen des Fahrzeuges und wurde von Interessenten und Kritikern bemängelt. Trotz des verringerten Grundpreises von USD 2132 war die Nachfrage eher gering, 35.185 Belvedere wurden verkauft.

## Belvedere (Full-Size)

### Spitzenmodell

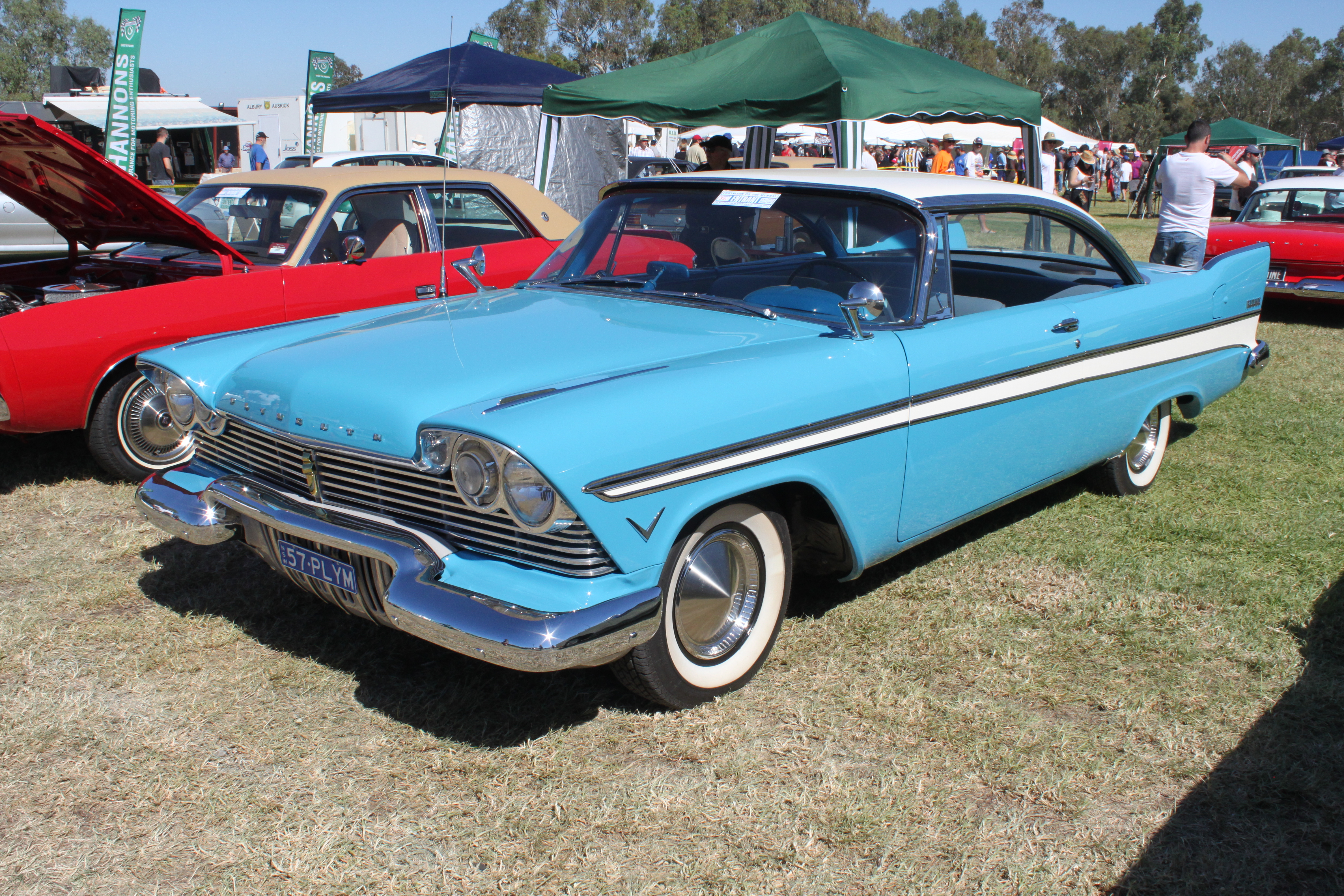
1957: der „Forward Look“

1954 ersetzte der Belvedere den Cranbrook als Spitzenmodell. Der Belvedere war eine komplette Modellreihe mit Cabriolet, 4-türiger Limousine, 3-türigem Kombi namens Belvedere Suburban und dem schon bisher gefertigten 2-türigen Hardtop-Coupé, das sich Sport Coupe nannte. Das Design wurde mit horizontalen Chromleisten und kleinen Heckflossen auf den hinteren Kotflügeln überarbeitet um den Wagen länger erscheinen zu lassen. Ab März 1954 bot Plymouth schließlich ein vollautomatisches Getriebe an, das von der Chrysler-Gruppe wohlbekannte PowerFlite mit 2 Gangstufen. Ebenfalls gab es einen größeren Motor für die Grundausstattung, einen Sechszylinder mit 3772 cm³ Hubraum, der von Dodge übernommen wurde. Dieser leistete 110 bhp (81 kW). Die Produktionszahlen allerdings fielen in diesem Jahr auf 32.492 Stück.

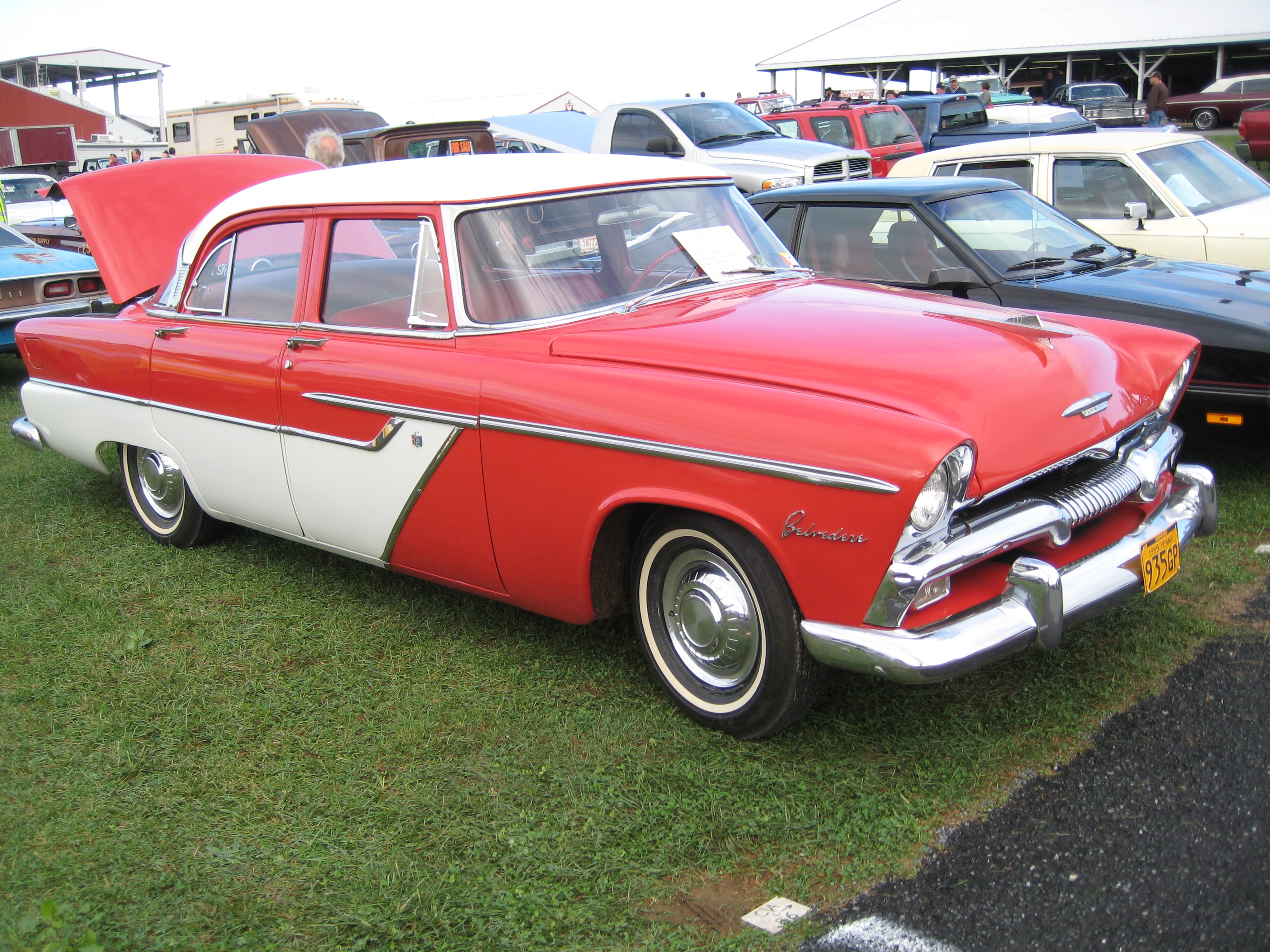
Zweifarbig ins Jahr 1955

Alle Plymouth-Modelle wurden 1955 gründlich überarbeitet. In diesem Jahr wurde erstmals der „Forward Look“ des neuen Chrysler-Designers Virgil Exner präsentiert. Die nach vorne geneigte Frontpartie erzeugte mit den Flossen am Heck eine Trapezform, die wesentlich moderner als die alten, rundlichen Formen wirkte. Dazu kam eine um 10 Zoll (25 cm) gewachsene Außenlänge. Mit dem neuen Modell kam auch erstmals in einem Plymouth ein Achtzylindermotor zum Einsatz. Bei dem HyFire genannten Aggregat handelte es sich um einen vom Hemi abgeleiteten Poly-V8 mit 3,8 bis 4,3 Litern Hubraum.
1956 übernahm man das Styling des Vorjahres. Änderungen betrafen die Einführung der ersten Druckknopf-Getriebeautomatik bei einem US-amerikanischen Auto und größere Heckflossen. Dieses Modell wurde auch in Indien hergestellt. Im Frühjahr 1956 wurde der Fury als Hochleistungs-Sondermodell in die Modellreihe eingeführt.
1957 sollte ein besonderes Jahr für die Chrysler-Gruppe sein und Plymouth war da keine Ausnahme. Das Design der neuen Modelle war so revolutionär, dass sie Chrysler mit dem Slogan „...und auf einmal ist es 1960!“ bewarb. Die Belvedere-Modellreihe war für dieses Jahr mit einem neuen V8-Motor mit 5211 cm³ und Doppelvergaser erhältlich, welcher 235 bhp (175 kW) leistete. Dies wurde vom Topmodell Fury übertroffen, das mit gleichem V8-Block aber mit zwei Doppel-Registervergaser und leichten Modifikationen 290 bhp (216 kW) leistete.
Auch 1958 war der Belvedere neben dem Fury die bestausgestattete Modellreihe von Plymouth. Das Design war eine Weiterentwicklung des glatten Stylings des Vorjahres. Doppelscheinwerfer sowie der zur Mitte des Modelljahres eingeführte V8 mit 5735 cm³ Hubraum und Doppel-Registervergaser – „Golden Commando“ genannt – waren neu. Der Kombi wurde als Sport Suburban verkauft.
Motorenpalette
| Hubraum                          | Bezeichnung              | Max. Leistung            | Max. Drehmoment              | Bauzeit                  | Bemerkung                |
| 6-Zylinder Reihenmotoren         | 6-Zylinder Reihenmotoren | 6-Zylinder Reihenmotoren | 6-Zylinder Reihenmotoren     | 6-Zylinder Reihenmotoren | 6-Zylinder Reihenmotoren |
| -------------------------------- | ------------------------ | ------------------------ | ---------------------------- | ------------------------ | ------------------------ |
| 217,8 Kubikzoll (in³) (3569 cm³) | Flathead                 | 100 bhp (75 kW)          |                              | 1954                     |                          |
| 230.2 in³ (3772 cm³)             | Flathead                 | 110–132 bhp (82–98 kW)   | 205–217 lb-ft (278–294 Nm)   | 1954–1958                |                          |
| 8-Zylinder V-Motoren             |                          |                          |                              |                          |                          |
| 241 in³ (3954 cm³)               | Poly                     | 157 bhp (117 kW)         | 231 lb-ft (313 Nm)           | 1955                     |                          |
| 259 in³ (4247 cm³)               | Poly                     | 167 bhp (125 kW)         | 231 lb-ft (313 Nm)           | 1955                     | als 260 vermarktet       |
| 268 in³ (4397 cm³)               | Poly                     | 177 bhp (132 kW)         |                              | 1956                     | als 270 vermarktet       |
| 277 in³ (4532 cm³)               | A-Serie                  | 187–200 bhp (139–149 kW) |                              | 1956                     |                          |
| 301 in³ (4927 cm³)               | A-Serie                  | 215 bhp (160 kW)         |                              | 1957                     |                          |
| 318 in³ (5210 cm³)               | A-Serie                  | 225–250 bhp (172–186 kW) | 330 – 345 lb-ft (447–468 Nm) | 1958                     |                          |
| 350 in³ (5737 cm³)               | B-Serie                  | 305 bhp (227 kW)         | 370 lb-ft (502 Nm)           | 1958                     |                          |

### Angebotsmitte

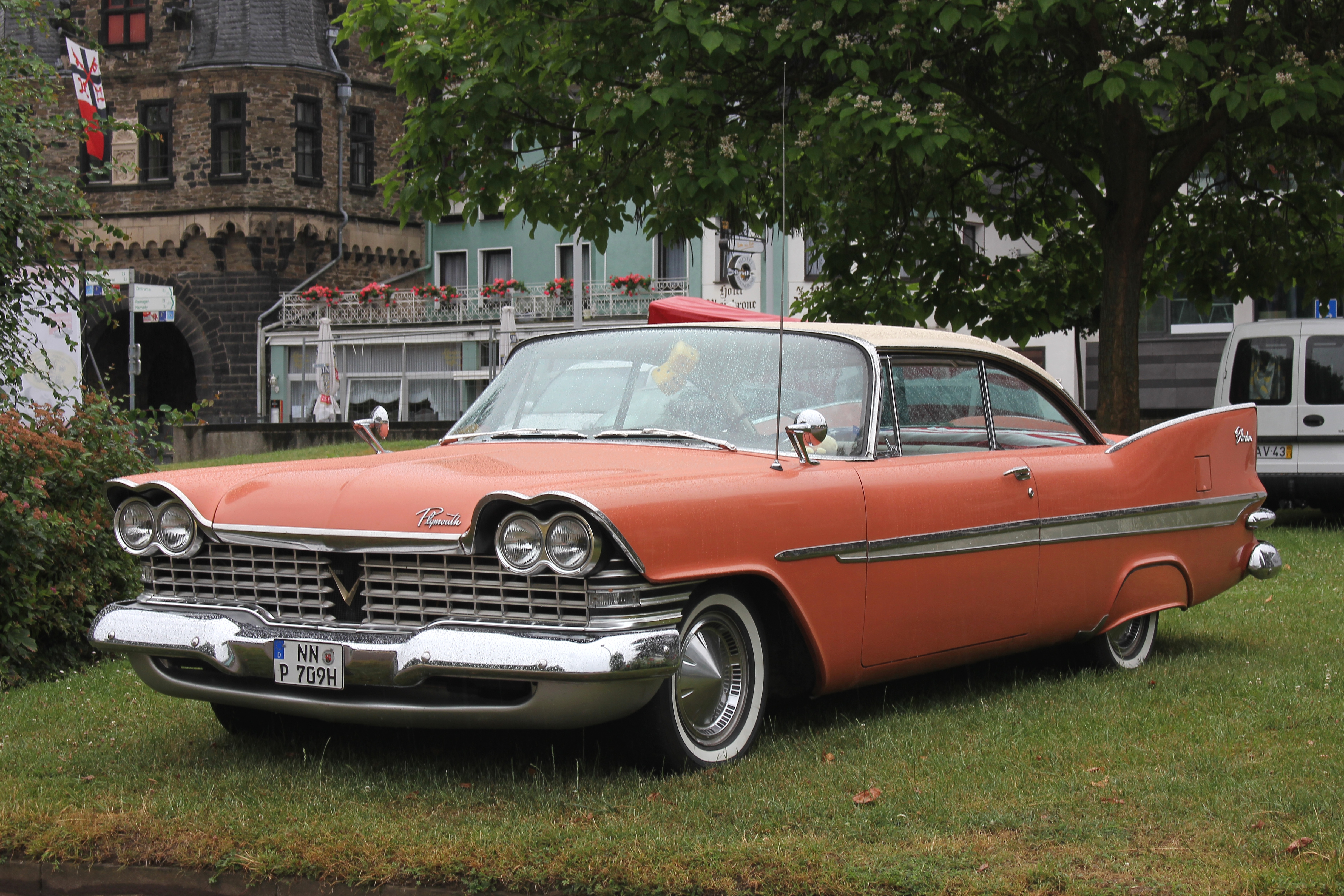
Plymouth Belvedere …

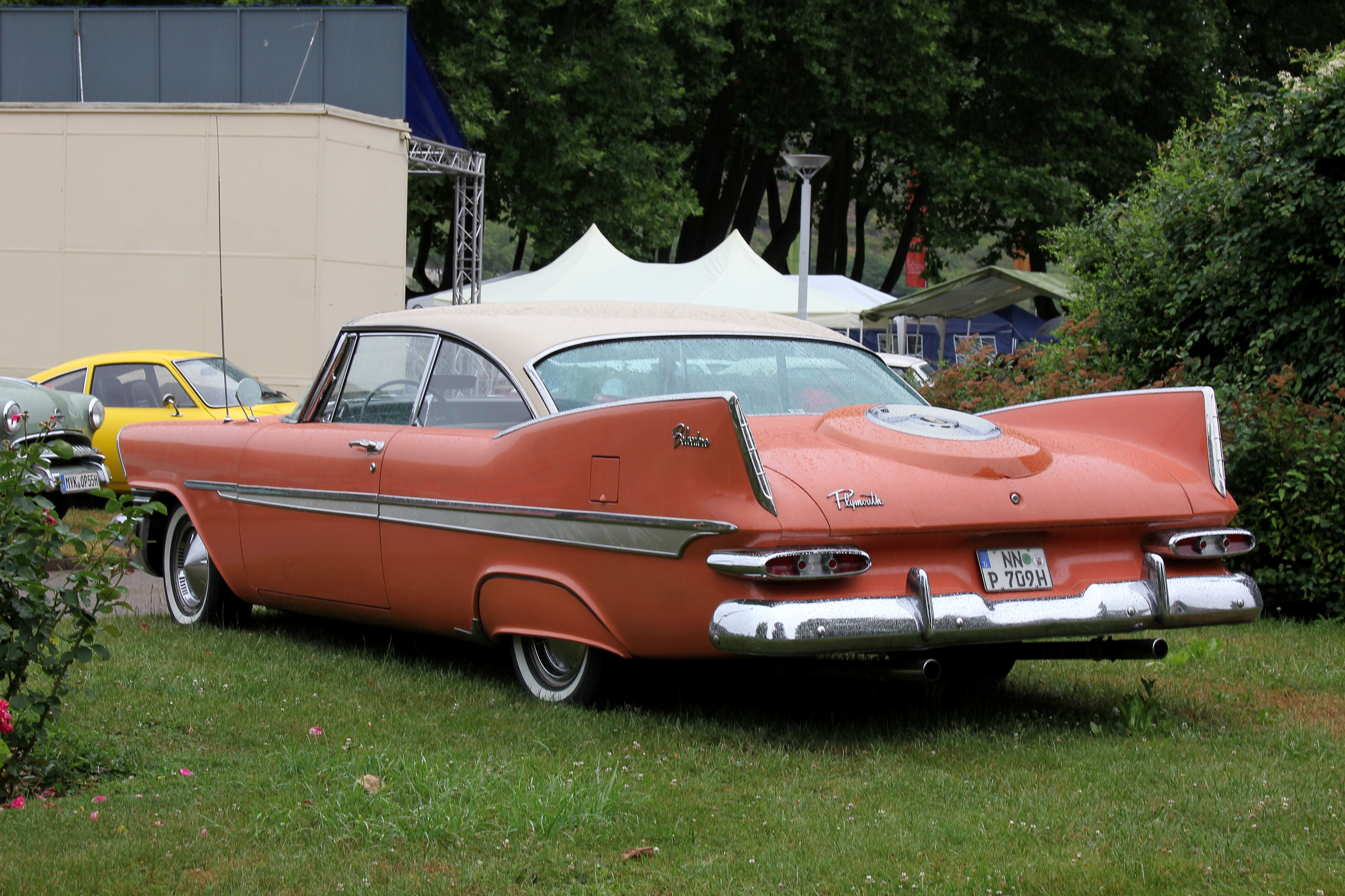
… Zweitürer, Baujahr 1959

Mit dem Modelljahr 1959 wurde der Fury als neues Spitzenmodell zu einer vollwertigen Modellreihe. Der Belvedere war die zweithöchste Ausstattungslinie über dem Savoy. Optisch wurde weiter der „Forward-Look“ gepflegt, mit einer Motorhaube, die den Rundungen der Scheinwerfer folgte und einem flacheren „Sport-Heck“ mit einer runden Ausbuchtung, die ein Reserverad andeutete.
Technisch basierte der Jahrgang 1959 weiter auf dem Modell von 1957, weshalb auf Seiten der Motoren und der Karosserieversionen weitgehende Übereinstimmung herrschte. Es gab Limousinen und Hardtop-Coupes jeweils mit zwei oder vier Türen sowie ein Cabriolet. Der zugehörige Kombi hieß Custom Suburban.
1960 wurden die großen Plymouths massiv überarbeitet. Neuer Basismotor war der „Slant-Six“, der mit dem Plymouth Valiant eingeführt worden war. Im Belvedere kam eine Variante mit 3,7 Litern Hubraum zum Einsatz. Das war zwar weniger als im alten „Flathead“, dennoch verfügte der neue Motor über mehr Leistung und Drehmoment. Daneben gab es eine neue Topmotorisierung, den 6,3 Liter V8.
Größte Neuerung war aber die Bauweise der Karosserie. Statt der althergebrachten Rahmenbauweise, setzte Plymouth als erster seiner Klasse auf eine selbsttragende Karosserie, die leiser, stabiler und geräumiger sein sollte. Der Motor und die Torson-Aire genannte Drehstabfederung der Vorderachse wurden von einem Hilfsrahmen getragen. Das Styling dagegen wurde stark kritisiert. Wie verlängerte Augenbrauen zog sich eine Linie von den Scheinwerfern bis hinter die Vorderräder und die Heckflossen waren weiter gewachsen.
Die Überarbeitung 1961 brachte zwar neue Linien, aber in den Augen der Öffentlichkeit keine Besserung. Stattdessen nahm die Kritik an Virgil Exner, dem Chefdesigner Chryslers, weiter zu. Die Heckflossen waren weggefallen, weshalb der Vergleich mit einem gerupften Huhn gezogen wurde. Laut edmunds.com sind die Plymouth-Modelle von 1960 und 1961 die zwölft- und dreizehnthässlichsten Autos aller Zeiten.

“most beholders would agree...it was hit with the ugly stick”

„die meisten Betrachter würden zustimmen...dass es hässlich wie die Nacht war“

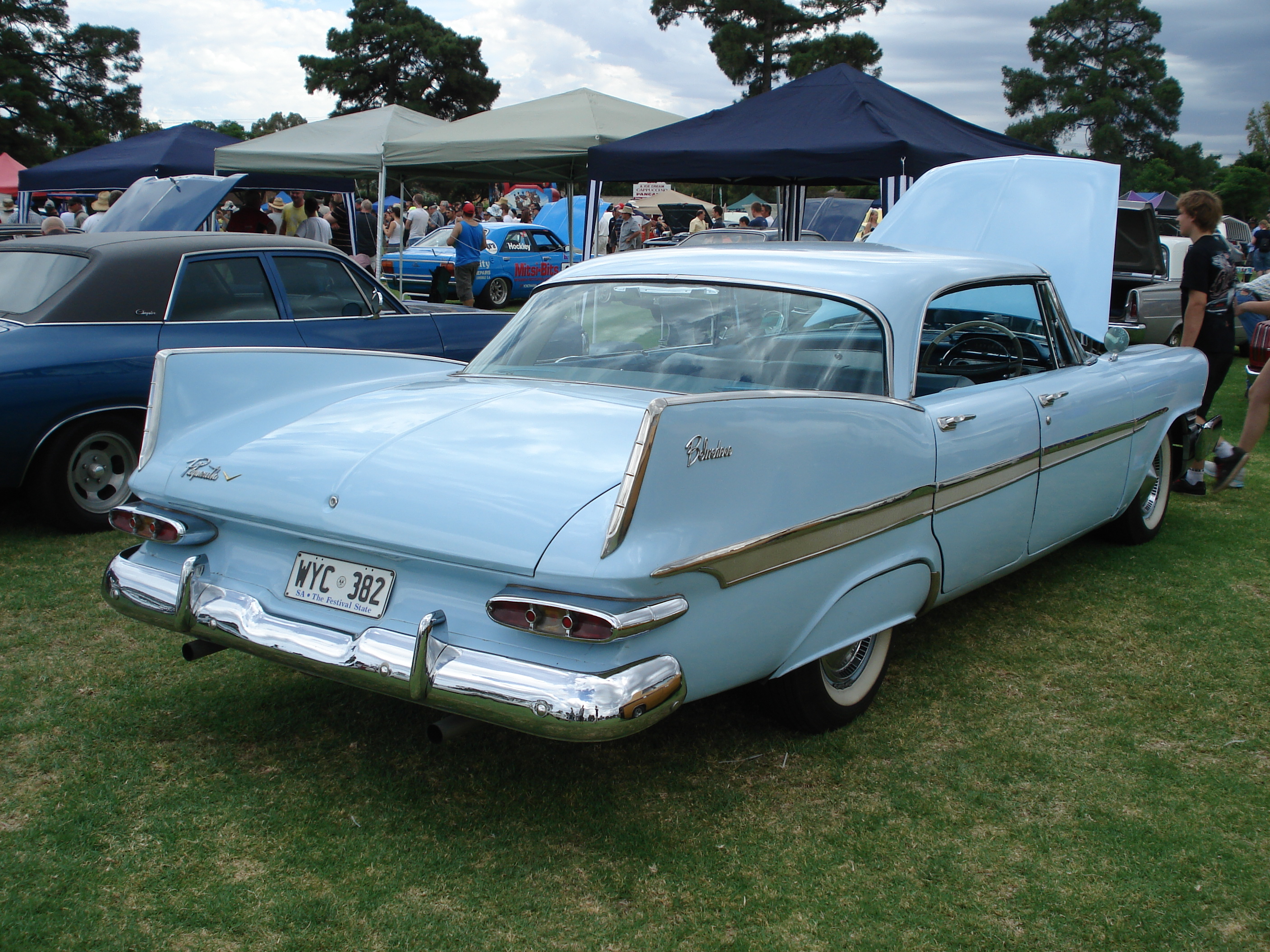
1959 mit großen Heckflossen

Motorenpalette
| Hubraum                  | Bezeichnung              | Max. Leistung            | Max. Drehmoment              | Bauzeit                  | Bemerkung                |
| 6-Zylinder Reihenmotoren | 6-Zylinder Reihenmotoren | 6-Zylinder Reihenmotoren | 6-Zylinder Reihenmotoren     | 6-Zylinder Reihenmotoren | 6-Zylinder Reihenmotoren |
| ------------------------ | ------------------------ | ------------------------ | ---------------------------- | ------------------------ | ------------------------ |
| 230,2 in³ (3772 cm³)     | Flathead                 | 132 bhp (98 kW)          | 205 lb-ft (278 Nm)           | 1959                     |                          |
| 225 in³ (3682 cm³)       | Slant-Six                | 145 bhp (108 kW)         | 215 lb-ft (292 Nm)           | 1960–1961                |                          |
| 8-Zylinder V-Motoren     |                          |                          |                              |                          |                          |
| 318 in³ (5210 cm³)       | A-Serie                  | 230–260 bhp (172–194 kW) | 340 – 345 lb-ft (461–468 Nm) | 1959–1961                |                          |
| 361 in³ (5922 cm³)       | B-Serie                  | 305 bhp (227 kW)         | 395 lb-ft (536 Nm)           | 1959–1961                |                          |
| 383 in³ (6286 cm³)       | B-Serie                  | 330 bhp (246 kW)         | 460 lb-ft (624 Nm)           | 1960–1961                |                          |

### Belvedere (B-Plattform)
Ende der 1950er wurde in den USA neben der Ausstattung auch die Größe aus Unterscheidungskriterium üblich. Um den kleineren Importwagen, die auf den US-Markt drängten, eine Konkurrenten entgegensetzen zu können, arbeiteten die großen US-amerikanischen Automobilhersteller an kleineren Fahrzeugen. So führte Plymouth für das Jahr 1960 den Plymouth Valiant ein; dort als Kompaktklasse bezeichnet.
Als dem damaligen Chrysler-Präsidenten William C. Newberg zu Ohren kam, dass Chevrolet an einem neuen, kleineren Fahrzeug für das Modelljahr 1962 arbeitete, veranlasste er, dass die neuen Chrysler Full-Size-Modelle ebenfalls schrumpfen sollten. Bei kleineren Modellen der Konkurrenz wollte Chrysler nicht als altmodisch gelten. Doch das war ein Missverständnis; man hatte an der Einführung einer Mittelklasse zwischen den bisherigen Klassen gearbeitet. Der Chevrolet Nova und das Gegenstück von Ford, der Fairlane, waren zwischen Kompaktklasse und Full-Size angesiedelt.
Damals war den US-Kunden die Größe des Fahrzeugs überaus wichtig, Plymouths neue Modelle auf der B-Plattform hatten einen schweren Stand. Dazu kam ein als misslungen geltendes Styling. Schon im Folgejahr wurde die Optik massiv überarbeitet und der Wagen wuchs trotz gleichem Radstand deutlich in die Länge. Die vier Scheinwerfer waren gleich groß und die Linienführung betonte die Horizontale, um länger zu wirken.
Der Belvedere war erhältlich als Limousine mit zwei oder vier Türen, als zweitüriges Hardtop-Coupé oder als Kombi, der wieder Belvedere hieß. Drei Jahre blieb Plymouths neue Full-Size-Klasse auf dem Markt. 1965 wurde der Savoy eingestellt, der Fury wechselte auf eine neue, größere Plattform und der Belvedere wurde in die Mittelklasse herabgestuft.
Motorenpalette
| Hubraum                | Bezeichnung            | Max. Leistung            | Max. Drehmoment            | Bauzeit                | Bemerkung              |
| 6-Zylinder Reihenmotor | 6-Zylinder Reihenmotor | 6-Zylinder Reihenmotor   | 6-Zylinder Reihenmotor     | 6-Zylinder Reihenmotor | 6-Zylinder Reihenmotor |
| ---------------------- | ---------------------- | ------------------------ | -------------------------- | ---------------------- | ---------------------- |
| 225 in³ (3682 cm³)     | Slant-Six              | 145 bhp (108 kW)         | 215 lb-ft (292 Nm)         | 1962–1964              |                        |
| 8-Zylinder V-Motoren   |                        |                          |                            |                        |                        |
| 318 in³ (5210 cm³)     | A-Serie                | 230–260 bhp (172–194 kW) | 340–345 lb-ft (461–468 Nm) | 1962–1964              |                        |
| 361 in³ (5922 cm³)     | B-Serie                | 265–305 bhp (198–227 kW) | 380–395 lb-ft (515–536 Nm) | 1962–1964              |                        |
| 383 in³ (6286 cm³)     | B-Serie                | 330 bhp (246 kW)         | 425 lb-ft (576 Nm)         | 1963–1964              |                        |
| 426 in³ (6974 cm³)     | Hemi                   | 365 bhp (272 kW)         | 470 lb-ft (637 Nm)         | 1964                   |                        |

## Belvedere (Mittelklasse)

### 1965–1967
Der der Mittelklasse zugeordnete Belvedere basierte weiterhin auf der B-Plattform der Full-Size-Modelle. Er war geringfügig kleiner geworden und wurde von Plymouth als „größter Wagen seiner Klasse“ beworben. Statt vier Leuchten waren noch zwei Scheinwerfer verbaut um den Klassenunterschied hervorzuheben, doch bereits 1966 folgte der Wechsel zurück zum Vieraugengesicht. Optisch dominierten unter dem neuen Designchef Elwood Engel lange klare Linien.
Der Belvedere war in drei Ausstattungslinien erhältlich, von denen die am besten ausgestattete den Namen Satellite trug. Neben Limousine, Hardtop-Coupe und Kombi kam ein Cabriolet neu ins Programm. Dazu kam ein 4,5 Liter der LA-Serie neu ins Modellprogramm, der als Basismotorisierung für den Satellite diente. 1967 wurde das Modellprogramm, in Anbetracht des aufkeimenden Muscle-Car-Zeitalters um eine Hochleistungsvariante ergänzt, den GTX.
Motorenpalette
| Hubraum                | Bezeichnung            | Max. Leistung            | Max. Drehmoment            | Bauzeit                | Bemerkung              |
| 6-Zylinder Reihenmotor | 6-Zylinder Reihenmotor | 6-Zylinder Reihenmotor   | 6-Zylinder Reihenmotor     | 6-Zylinder Reihenmotor | 6-Zylinder Reihenmotor |
| ---------------------- | ---------------------- | ------------------------ | -------------------------- | ---------------------- | ---------------------- |
| 225 in³ (3682 cm³)     | Slant-Six              | 145 bhp (108 kW)         | 215 lb-ft (292 Nm)         | 1965–1967              |                        |
| 8-Zylinder V-Motoren   |                        |                          |                            |                        |                        |
| 273 in³ (4478 cm³)     | LA-Serie               | 180 bhp (134 kW)         | 260 lb-ft (353 Nm)         | 1965–1967              |                        |
| 318 in³ (5210 cm³)     | LA-Serie               | 180 bhp (134 kW)         | 260 lb-ft (353 Nm)         | 1967                   |                        |
| 318 in³ (5210 cm³)     | A-Serie                | 230 bhp (172 kW)         | 340 lb-ft (461 Nm)         | 1965–1966              |                        |
| 361 in³ (5922 cm³)     | B-Serie                | 265 bhp (198 kW)         | 380 lb-ft (515 Nm)         | 1965–1966              |                        |
| 383 in³ (6286 cm³)     | B-Serie                | 270–330 bhp (201–246 kW) | 390–425 lb-ft (529–576 Nm) | 1965–1967              |                        |
| 426 in³ (6974 cm³)     | Hemi                   | 365 bhp (272 kW)         | 470 lb-ft (637 Nm)         | 1965                   |                        |
| 426 in³ (6974 cm³)     | Hemi                   | 425 bhp (317 kW)         | 490 lb-ft (664 Nm)         | 1967                   |                        |
| 440 in³ (7206 cm³)     | RB-Serie               | 375 bhp (280 kW)         | 480 lb-ft (651 Nm)         | 1967                   | nur GTX                |

### 1968–1970
1968 brachte die Abkehr von den geraden Linien, hin zu sportlicheren Formen. Die neue „Coke-Bottle-Linie“ zeichnete sich aus durch eine eingezogene Taille und eine Dachlinie, ähnlich dem Dodge Charger. Das Modellprogramm wurde stark überarbeitet, aus einer Modellreihe wurden vier unterschiedliche Typen. Aus der Ausstattungslinie „Belvedere GTX“ wurde ein eigenständiges Muscle-Car namens Plymouth GTX. Sehr ähnlich, aber preislich darunter angesiedelt war das günstige Muscle-Car Road Runner. Auch der Satellite, die luxuriösere Ausstattungslinie, wurde zum eigenständigen Modell. Der Name Belvedere blieb bis 1970 für die günstigsten Fahrzeuge übrig. 1971 wurde der Belvedere eingestellt, der Satellite verblieb als einziges Plymouth-Mittelklassemodell.

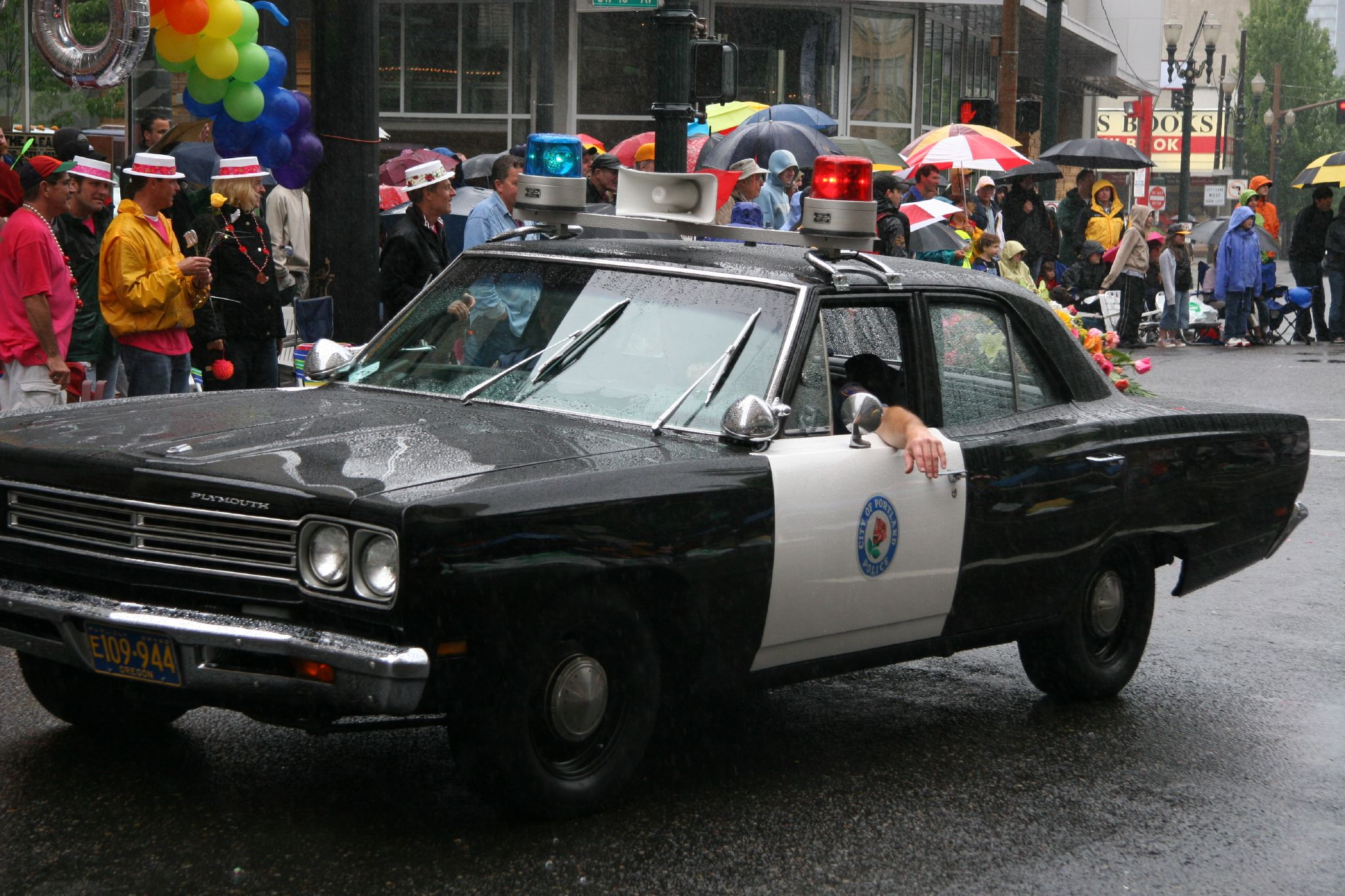

Motorenpalette
| Hubraum                | Bezeichnung            | Max. Leistung            | Max. Drehmoment            | Bauzeit                | Bemerkung              |
| 6-Zylinder Reihenmotor | 6-Zylinder Reihenmotor | 6-Zylinder Reihenmotor   | 6-Zylinder Reihenmotor     | 6-Zylinder Reihenmotor | 6-Zylinder Reihenmotor |
| ---------------------- | ---------------------- | ------------------------ | -------------------------- | ---------------------- | ---------------------- |
| 225 in³ (3682 cm³)     | Slant-Six              | 145 bhp (108 kW)         | 215 lb-ft (292 Nm)         | 1968–1970              |                        |
| 8-Zylinder V-Motoren   |                        |                          |                            |                        |                        |
| 273 in³ (4478 cm³)     | LA-Serie               | 190 bhp (142 kW)         | 260 lb-ft (353 Nm)         | 1968                   |                        |
| 318 in³ (5210 cm³)     | LA-Serie               | 230 bhp (172 kW)         | 320–40 lb-ft (434–461 Nm)  | 1968–1970              |                        |
| 383 in³ (6286 cm³)     | B-Serie                | 290–330 bhp (216–246 kW) | 390–425 lb-ft (529–576 Nm) | 1968–1970              |                        |

## Renneinsatz
Der 1964er Belvedere ist auch dafür bekannt, dass in ihm zum ersten Mal die neue 7,0-Liter-Chrysler-Hemi-Maschine angeboten wurde, die halbkugelförmige Brennräume mit besonders großen Ventilen hatte. Dies war eine Verbesserung, die extrem hohe Drehzahlen ermöglichte, und so belegten die Fahrzeuge die ersten drei Plätze im NASCAR-Rennen in Daytona. Einer der Fahrer war der bekannte Richard Petty, der sofort die Vorteile des Hemi-Motors erkannte. Wegen seiner passenden Größe und seines passenden Gewichtes wurde der Belvedere als NASCAR-Wagen von Plymouth eingesetzt, und die 1964er Karosserie ließ den Wagen etwas geduckter erscheinen als die anderen Plymouth-Modelle dieser Zeit.

## Trivia
- In Stephen Kings Film Christine verwendete man Belvedere- und Savoy-Modelle, um den bösen Plymouth Fury von 1958 darzustellen.
- Im Film California Kid von 1974 spielt ein als Polizeifahrzeug genutzter Belvedere eine wichtige Rolle.
- In den späten 1960er Jahren verwendete die Polizei von Los Angeles Belvederes. Diese wurden bekannt, als Jack Webb einige von ihnen für die Fernsehserie Adam-12 kaufte – meistens Modelle von 1967 und 1968.
- Ein 1959er Belvedere gehörte der australischen Rock-’n’-Roll-Legende Johnny O’Keefe.
- Im Film Michael Bay’s Texas Chainsaw Massacre fährt Sheriff Hoyt einen 1965er Belvedere als Polizeiwagen.

### Das begrabene Auto (Miss Belvedere)
Am 50. Jahrestag der Aufnahme in die Union von Oklahoma wurde ein fabrikneuer 1957er Plymouth Belvedere als Zeitkapsel in einem versiegelten Betonsarg in der Innenstadt von Tulsa vergraben. Am 14. Juni 2007 wurde der Wagen im Rahmen der 100-Jahr-Feier des Staates ausgegraben und am 15. Juni 2007 öffentlich ausgestellt. Gemäß den Vorstellungen des Kalten Krieges in den 1950er-Jahren pries man den Betonsarg sogar als atombombensicher an. Tatsächlich erwies sich der Sarg aber weder als luft- noch als wasserdicht, sodass erhebliche Mengen Grundwasser einsickerten, die das Fahrzeug vollkommen unbrauchbar machten.
Der Wagen sollte der Preis für denjenigen sein, der 1957 die Einwohnerzahl von Tulsa 2007 am genauesten schätzte. Dies gelang Raymond Humbertson, der die Zahl 384.743 schätzte (gegenüber einer tatsächlichen Einwohnerzahl 2007 von 382.457). Allerdings verstarb Mr. Humbertson schon 1979 und hinterließ entfernte Verwandte.
1998 begrub man einen nagelneuen Plymouth Prowler in ähnlicher Weise, um den 100. Geburtstag der Stadt Tulsa zu feiern. Er soll im Jahre 2048 wieder ausgegraben werden.